# Alcides Peña
Alcides Peña Jiménez (ur. 14 stycznia 1989 w Santa Cruz) – boliwijski piłkarz występujący najczęściej na pozycji napastnika, obecnie zawodnik Oriente Petrolero.

## Kariera klubowa
Peña jest wychowankiem akademii piłkarskiej Tahuichi, z której w wieku 17 lat przeszedł do drużyny Oriente Petrolero z siedzibą w swoim rodzinnym mieście, Santa Cruz. W Liga de Fútbol Profesional Boliviano zadebiutował w sezonie 2006, a pierwszego gola w najwyższej klasie rozgrywkowej strzelił 24 lutego 2008 w wygranym 1:0 spotkaniu z La Paz. Od tego czasu regularnie pojawiał się w wyjściowej jedenastce Oriente Petrolero i we wiosennym sezonie Apertura 2010 wywalczył z nim tytuł wicemistrzowski. Pół roku później, podczas Clausury 2010, osiągnął premierowe mistrzostwo Boliwii i wziął udział w pierwszym międzynarodowym turnieju w karierze – Copa Sudamericana, gdzie jego ekipa odpadła już w 1/16 finału. W 2011 roku zanotował swój premierowy występ w Copa Libertadores, jednak z podobnym skutkiem – drużyna Oriente Petrolero została wyeliminowana już w fazie grupowej.
| Sezon     | Klub              | Kraj    | Rozgrywki | Mecze | Bramki |
| --------- | ----------------- | ------- | --------- | ----- | ------ |
| 2006      | Oriente Petrolero | Boliwia | LFPB      | 1     | 0      |
| 2007      | Oriente Petrolero | Boliwia | LFPB      | 13    | 0      |
| 2008      | Oriente Petrolero | Boliwia | LFPB      | 27    | 10     |
| 2009      | Oriente Petrolero | Boliwia | LFPB      | 25    | 4      |
| 2010      | Oriente Petrolero | Boliwia | LFPB      | 27    | 8      |
| 2011/2012 | Oriente Petrolero | Boliwia | LFPB      |       |        |

## Kariera reprezentacyjna
W 2009 roku Peña znalazł się w składzie reprezentacji Boliwii U–20 na Młodzieżowe Mistrzostwa Ameryki Południowej. Tam jego kadra zajęła ostatnie miejsce w grupie, nie kwalifikując się na światowy czempionat, natomiast sam zawodnik rozegrał cztery mecze.
W seniorskiej reprezentacji Boliwii Peña zadebiutował 12 sierpnia 2010 w zremisowanym 1:1 meczu towarzyskim z Kolumbią. W 2011 roku został powołany przez selekcjonera Gustavo Quinterosa na rozgrywany w Argentynie turniej Copa América. Wystąpił wówczas w dwóch spotkaniach w roli rezerwowego, a Boliwijczycy po remisie i dwóch porażkach nie wyszli z grupy.